# Jesús Dátolo
Jesús Dátolo (ur. 19 maja 1984 w Ezeiza Partido) – argentyński piłkarz grający na pozycji lewego pomocnika.
Dátolo rozpoczynał swoją karierę w Cañuelas FC, w IV lidze argentyńskiej. W 2002 przeniósł się do CA Banfield. Przebił się do pierwszego składu w 2005, a w 2006 strzelił 7 goli, co zaowocowało transferem do Club Atlético Boca Juniors. Dopiero w Clausurze 2008 zyskał zaufanie trenera Carlosa Ischii i zaczął grać w pierwszym składzie. Po rozegraniu 66 ligowych spotkań dla Boca Juniors, Dátolo trafił do Napoli. W styczniu 2010 na zasadzie wypożyczenia został zawodnikiem Olympiakosu, a w lipcu 2010 Espanyolu. W 2012 roku został zawodnikiem SC Internacional.